# Diputación del General del Reino de Valencia

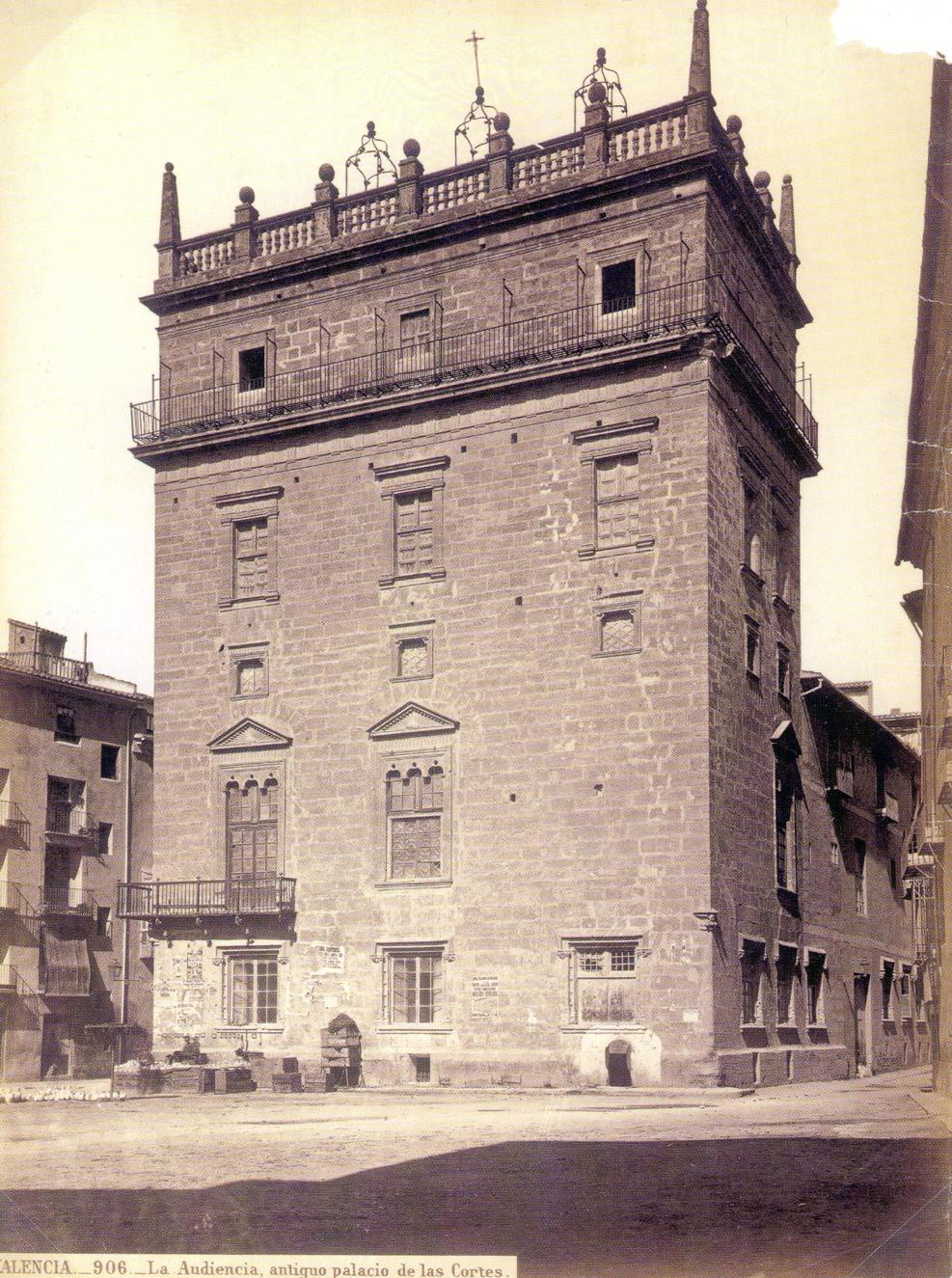
Casa de la Diputación del General del Reino de Valencia en una foto de 1870.

La Diputación del General del Reino de Valencia (en valenciano: Diputació del General del Regne de València) fue una institución del Reino de Valencia nacida en 1363 como una comisión delegada de las Cortes. Se llamaba así porque representaba al «General del regne de València», un término surgido tras las Cortes de 1329-1330 para referirse a la comunidad política formada por el conjunto de los tres estamentos (eclesiástico, nobiliario y real). Fue nombrada para que se encargara de administrar el impuesto denominado generalidades, y de ahí que también fuese conocida con el nombre de Generalitat (Generalidad). En 1418 fue cuando quedó configurada administrativamente y se convirtió en un órgano permanente. La integraban seis diputados, dos por cada braç del reino, auxiliados por una serie de oficiales: clavarios, administradores, contadores, etc.

## Precedentes
El acuerdo alcanzado en las Cortes de 1329-1330 que puso fin al pleito foral, estableciéndose de forma definitiva que los Fueros de Valencia constituían la ley general del reino de Valencia, se tradujo en el uso inmediato del concepto de «General del regne de València» para referirse a la comunidad política formada por el conjunto de los tres estamentos. Fue el término que utilizaron, por ejemplo, los representantes de las villas reales en una reunión que mantuvieron en 1332 con el rey Alfonso IV en la que expusieron asuntos «tocants lo bon estament de tot lo General del regne» ['tocantes al buen estado de todo el General del reino'].
Precisamente, como ha destacado Vicent Baydal, «las mismas Cortes de 1329-1330 fueron el escenario del primer donativo general concedido globalmente por todo el reino, pues los de las anteriores asambleas parlamentarias habían sido casi siempre un asunto exclusivo de los núcleos reales, ya que los otros estamentos, especialmente el nobiliario, se negaban a contribuir a los gastos de la Corona. [...] Y, además, era un donativo que se tenía que pagar durante seis años mediante tributos indirectos impuestos en todo el territorio y recaudados por una comisión interestamental formada por dos nobles, dos eclesiásticos, dos ciudadanos y dos hombres de villa... de manera que al concepto político de General se sumó una tarea efectiva: la recaudación y gestión de recursos fiscales».
De nuevo en 1340 se formó una comisión interestamental, con la misma composición que la de 1330, para recaudar el donativo general acordado para financiar la ayuda militar que Pedro IV de Aragón («el Ceremonioso») le ofreció a Alfonso XI de Castilla en su lucha contra el sultanato benimerín por el dominio del Estrecho de Gibraltar. El donativo fue aprobado en un parlamento celebrado en mayo de 1340 y en esta ocasión se nombraron además ocho comptadors  para que se garantizara que los dineros recaudados se destinaban efectivamente a la campaña contra los musulmanes y no a otros asuntos. Asimismo se acordó que dos prohoms valencianos acompañaran al rey a Cataluña para asegurarse que el Principado hacía una contribución similar «e que tots siam uns a la defensió de la terra» ['y que todos seamos unos en la defensa de la tierra']. En las Cortes de 1342, celebradas durante la preparación de la campaña de Pedro el Ceremonioso contra Jaime III de Mallorca, se decidió que la comisión poseyera un patrimonio en nombre del General, como las galeras que se armaron para las expediciones a las islas y el botín que se obtuviera, «indicando el camino que daría luz a la Diputació del General una veintena de años después», ha señalado Vicent Baydal.
En las Cortes de 1358, a cambio de conseguir el pago del sueldo de quinientos hombres a caballo durante dos años, para vigilar las fronteras del reino (amenazado por Pedro I de Castilla, en el curso de la contienda que enfrentó a las Coronas de Castilla y de Aragón, el Ceremonioso se vio obligado a atender las peticiones de los braços que dieron nacimiento a doce fueros nuevos, «ab acort, consell e exprés consentiment» ['con acuerdo, consejo y expreso consentimiento'] de todos los asistentes. Sin embargo, el dinero no fue recolectado conjuntamente como había sucedido en 1330 y en 1340 sino que cada braç lo hizo por separado por la cantidad que le había correspondido. Pero al año siguiente, acuciado por la amenaza de invasión del reino de Aragón por el rey castellano, el Ceremonioso pidió más recursos y los estamentos valencianos celebraron un parlamento de urgencia. Su situación era tan difícil que el rey aceptó que el dinero pagado fuera controlado por los estamentos hasta la última moneda, lo que constituía una novedad capital. En concreto se llegó a un acuerdo con el estamento eclesiástico y con el estamento real, que eligieron unos diputados —Bernat Ordi, por el primero; Arnau de Valleriola, por el segundo— encargados no solo de recolectar el dinero sino también de administrarlo en nombre del reino.
En las Cortes de 1360 se dio un paso más ya que no solo los estamentos consiguieron plenos poderes para gestionar de manera autónoma los dineros prometidos (en aquel momento el reino de Valencia estaba siendo invadido por el rey de Castilla por el interior y por el sur), sino que se encargarían de realizar el reclutamiento de los quinientos hombres a caballo acordados, compuestos preferentemente por naturales del reino de Valencia, y, además, al finalizar la administración del donativo no habrían de rendir cuentas al rey sino «tan solament al General o deputats per aquell» ['tan solo al General o diputados por aquel']. Sin embargo, en esta ocasión, por desavenencias entre los braços, no se nombraron diputados sino unos síndicos provisionales que gestionaron el donativo.

## Constitución

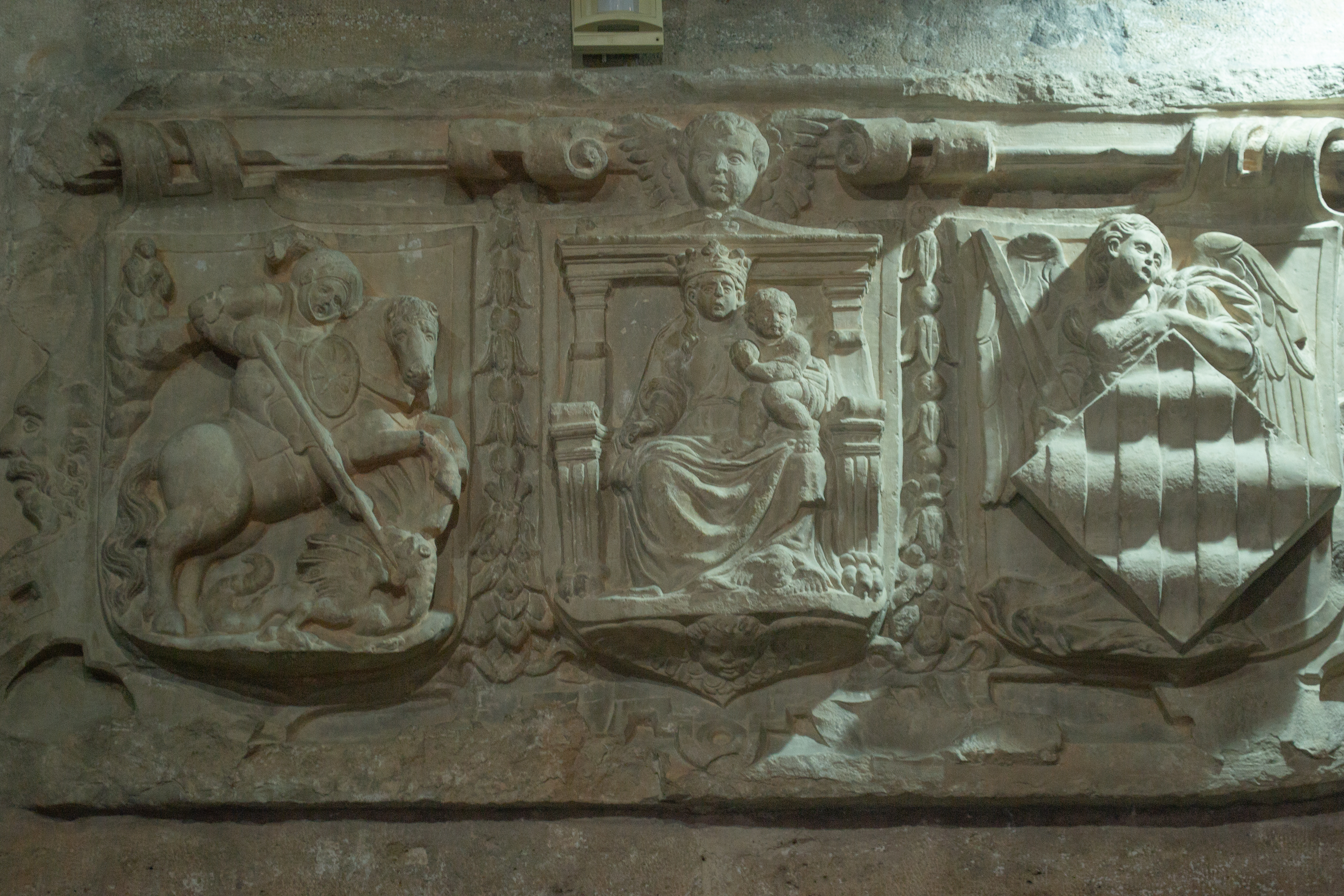
Bajorrelieve de la Diputación del General en el Palacio de la Generalidad con los emblemas de cada uno de los tres braços. De izquierda a derecha: San Jorge, del militar o nobiliario; la Virgen María con el Niño, del eclesiástico; y el Ángel Custodio con el escudo de las cuatro barras, del real.

En las Cortes siguientes, celebradas en Monzón en 1362-1363 (donde también se reunieron las Cortes de Aragón y las Cortes Catalanas), nació definitivamente la Diputación del General. De nuevo la situación del rey Pedro el Ceremonioso era crítica (Pedro I de Castilla había roto por sorpresa la paz acordada en 1361 (la Paz de Deza-Terrer) y había atacado de forma virulenta los reinos de Aragón y de Valencia, al mismo tiempo que un gran brote de peste negra asolaba la península; Pedro el Ceremonioso había advertido en un discurso a las tres asambleas reunidas para la ocasión del peligro de que «ço que havem juntat a conquerir D anys perdam en XV dies» ['esto que hemos juntado en quinientos años lo perdamos en quince días']) y tuvo que aceptar todas las condiciones que le impusieron los estamentos a cambio del pago de una cantidad exorbitante de dinero. 
Como ya se había acordado en el parlamento de 1359 los diputados designados por los estamentos serían los que gestionarían de forma autónoma los dineros recaudados, pero se añadió una novedad: parte del subsidio acordado se pagaría mediante un nuevo tributo, las generalidades, unos gravámenes sobre la producción textil y el comercio exterior que tenía que pagar todo el mundo, independientemente de la condición social o del estamento al que perteneciera («así por cobrarse general e indistintamente de todos como por imponerse por todo el reino», se decía en el acuerdo). Este impuesto es el que acabó de dar el nombre de Generalitat a la misma Diputación del General, «que a partir de entonces se consolidó como el organismo de gestión de los donativos pagados al rey por el conjunto del territorio», ha señalado Vicent Baydal.
La estructura administrativa de la Diputación del General fue fijada en 1404, aunque todavía con carácter temporal, y sólo a partir de 1418 se convierte en una institución permanente (que será objeto de diversas reformas en 1419, 1439, 1510,...).

## Funciones
Las funciones de la Diputación del General o Generalidad excedieron el campo estrictamente económico para ir cobrando una dimensión política, lo que al principio provocará el enfrentamiento con la ciudad de Valencia ya que sus dirigentes —los Jurados— creen que les puede restar protagonismo e influencia en el reino. La ciudad no conseguirá su disolución pero a partir de 1422 los cuatro jurats del braç real ocuparán los cargos de diputado, clavario (encargado de la tesorería), administrador y contador de la institución.

## Funcionamiento
Según lo acordado en las Cortes de 1418, que regularon definitivamente la institución, sus miembros se renovaban cada tres años sin esperar a la reunión de las nuevas Cortes ya que los diputados que acababan su mandato eran quienes nombraban a sus sustitutos. Sin embargo, el rey, para controlar la institución, impuso en 1424 que los dos diputados del braç real fueran dos jurados de la ciudad de Valencia, ya que él controlaba su nombramiento desde la introducción del sistema de la ceda por lo que eran hombres de confianza del rey. Al final del siglo XV el rey Fernando II el Católico ni siquiera se preocupó por las formas para seguir controlando la institución y anuló el sistema electoral y nombró a oficiales reales para ocupar los cargos. Más tarde estableció el método insaculatorio para la provisión de los dos diputados del brazo nobiliario y un rígido turno entre las ciudades —sin incluir Valencia— para ocupar los puestos de diputados del braç real. Debido al control que ejerció la monarquía sobre la institución la Generalidad Valenciana tuvo menos peso político que la Generalidad de Cataluña y menor capacidad para oponerse a los deseos de la corona. Así lo reconocían los propios diputados valencianos en 1624 cuando afirmaban que «nosaltres en este regne no tenim la plenitud de poder que los deputats de Catalunya i Aragó».